# Fehérsávos lepkék

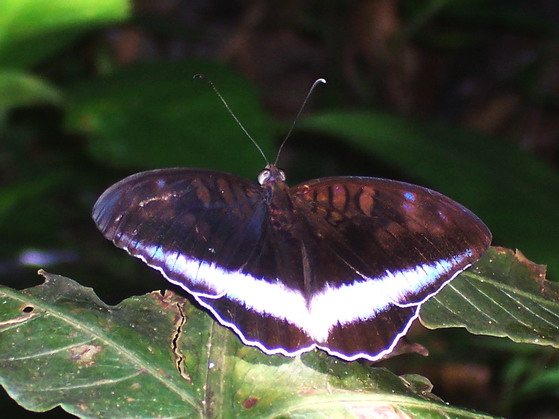
Tanaecia iapis

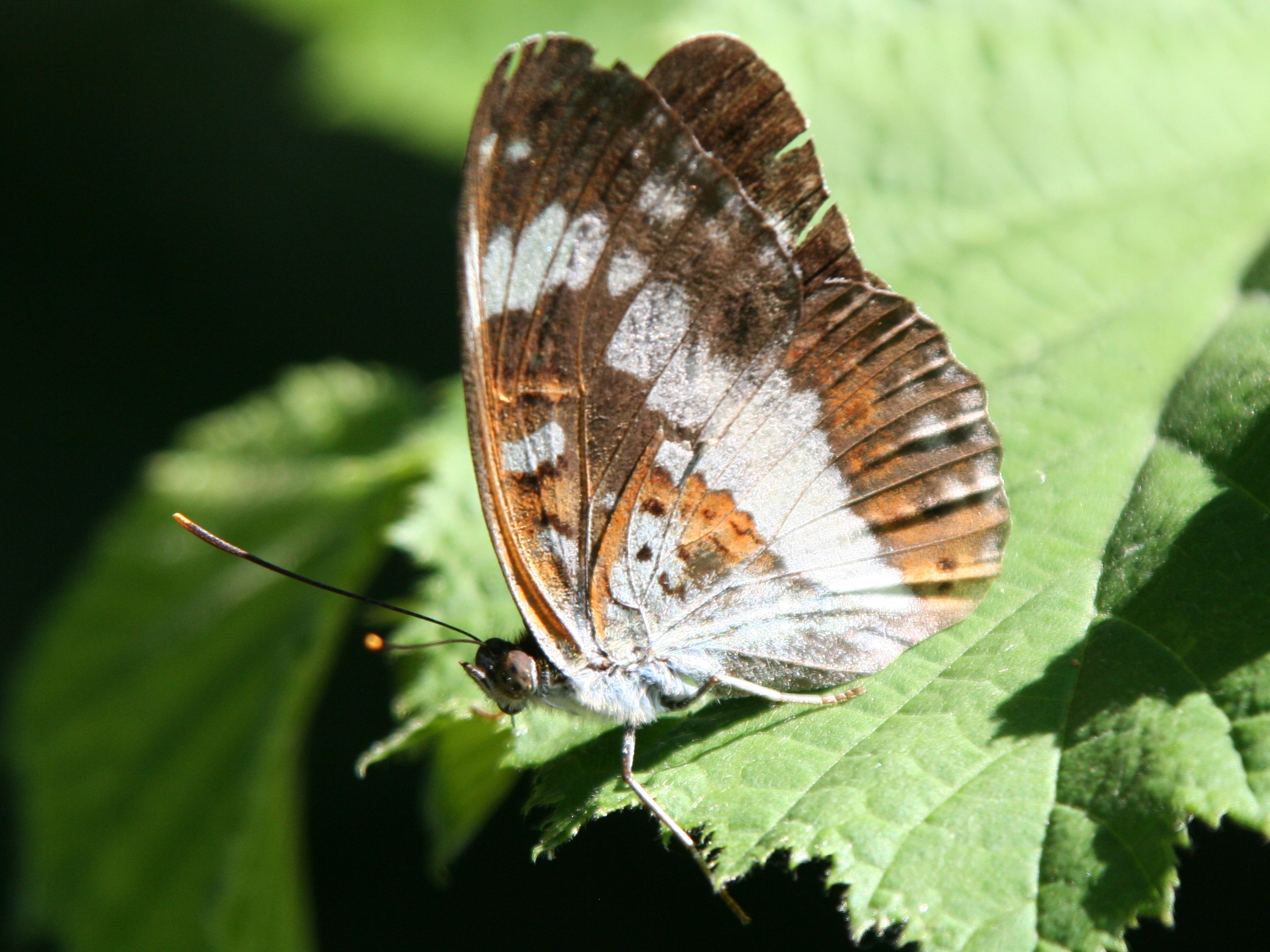
Kis lonclepke(Limenitis camilla)

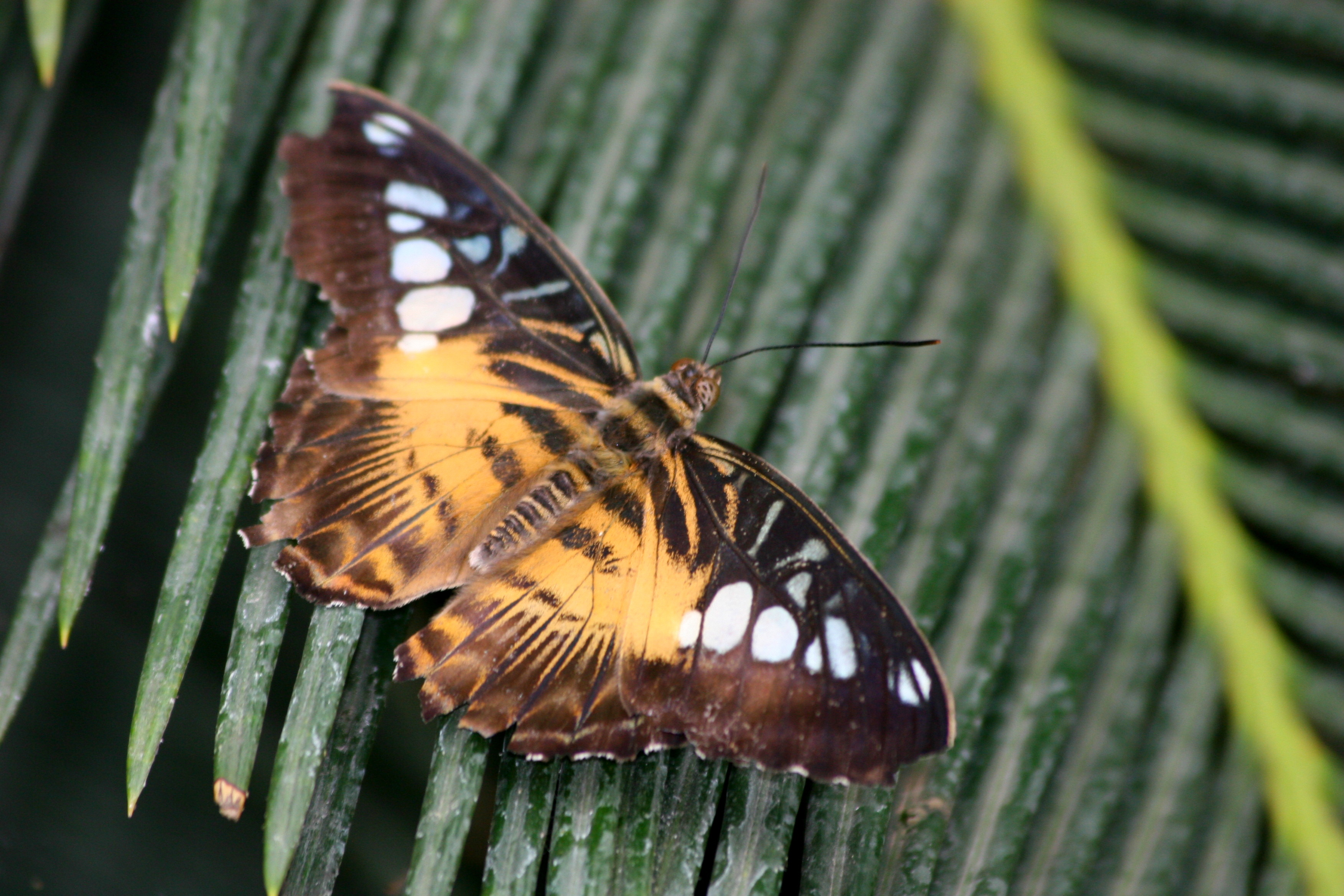
Parthenos sylvia

A fehérsávos lepkék (Limenitidinae) a rovarok (Insecta) osztályában a lepkék (Lepidoptera) rendjébe sorolt a tarkalepkefélék (Nymphalidae) családjának egyik alcsaládja.

## Életmódjuk, élőhelyük
Kifejezetten vízparti élőhelyeket és a nedvesebb erdőket kedvelik. Élőhelyeikhez ragaszkodnak, azoktól nem távolodnak el, így kiváló karakterfajok.

## Rendszerezésük
Az alcsaládba az alábbi nemzetségek és nemek tartoznak:
- Adoliadini
  - Abrota
  - Aterica
  - Bassarona
  - Bebearia
  - Catuna
  - Crenidomimas
  - Cynandra
  - Dophla
  - Euphaedra
  - Euptera
  - Euriphene
  - Euryphaedra
  - Euryphura
  - Euryphurana
  - Euthalia
  - Euthaliopsis
  - Hamanumida
  - Harmilla
  - Lexias
  - Neurosigma
  - Pseudargynnis
  - Pseudathyma
  - Tanaecia
- Limenitidini
  - Adelpha
  - Athyma
  - Auzakia
  - Cymothoe
  - Harma
  - Kumothales
  - Ladoga
  - Lamasia
  - Lelecella
  - lonclepke (Limenitis)
  - Litinga
  - Moduza
  - Pandita
  - Parasarpa
  - Patsuia
  - Pseudacraea
  - Pseudoneptis
  - Sumalia
  - Tacoraea
  - Tarattia
- Neptini
  - Aldania
  - Lasippa
  - fehérsávos lepke (Neptis)
  - Pantoporia
  - Phaedyma
- Parthenini
  - Bhagadatta
  - Lebadea
  - Parthenos